# Quốc lộ 1 (Ba Lan)
Quốc lộ 1 (tiếng Ba Lan: Droga krajowa nr 1) là một tuyến đường trong mạng lưới đường bộ quốc gia Ba Lan. Đường cao tốc nối liền các khu vực phía bắc và phía nam của Ba Lan, chạy từ Gdańsk tới Cieszyn tại biên giới Séc, vượt quaPomeranian, Kuyavian-Pomeranian, Łódź và Silesian voivodeships. Quốc lộ 1 là một phần của quốc lộ châu Âu E75. Từ Piotrków Trybunalski đến Katowice, đây là một phần của tuyến đường Gierkówka và nó có bốn cây cầu bắc qua sông Vistula.
Hiện tại, những nỗ lực xây dựng đường cao tốc A1 chạy song song hoặc dọc theo các phần cũ của đường cao tốc đang được thực hiện. Sau khi hoàn thành đường cao tốc A1, đường 1 hiện tại sẽ được thay thế phần lớn.

## Các thành phố và thị trấn lớn dọc theo tuyến đường
- Gdańsk (quốc lộ 7)
- Toruń (quốc lộ 15, 80)
- Włocławek (quốc lộ 62)
- Krośniewice (quốc lộ 92)
- Zgierz (quốc lộ 71)
- Łódź (quốc lộ 14, 72)
- Piotrków Trybunalski (quốc lộ 8, 12, 91)
- Radomsko (quốc lộ 42)
- Częstochowa (quốc lộ 43, 46, 91)
- Siewierz (quốc lộ 78)
- Dąbrowa Górnicza (quốc lộ 94)
- Sosnowiec
- Mysłowice (quốc lộ 4)
- Tychy (quốc lộ 44, 86)
- Bielsko-Biała (quốc lộ 52)
- Cieszyn, biên giới với Cộng hòa Séc